# Rabiforcado-grande
Rabiforcado-grande fragata-grande ou tesourão-grande (nome científico: Fregata minor) é uma grande ave oceânica dispersiva na família dos fregatídeos (Fregatidae). Grandes populações são encontradas no Oceano Pacífico (incluindo Ilhas Galápagos) e Oceano Índico, assim como uma população no Atlântico Sul. É uma ave marinha de constituição leve e grande, com até 105 centímetros de comprimento e plumagem predominantemente preta. A espécie apresenta dimorfismo sexual; a fêmea é maior que o macho adulto e tem garganta e peito brancos, e as penas escapulares do macho têm um brilho verde-púrpura. Na época de reprodução, o macho é capaz de distender seu saco gular vermelho. A espécie se alimenta de peixes capturados em voo da superfície do oceano (principalmente exocetídeos ou peixes-voadores) e se entrega ao cleptoparasitismo com menos frequência do que outros rabiforcados. Se alimentam em águas pelágicas dentro de 80 quilômetros (50 milhas) de sua colônia de reprodução ou áreas de poleiro.

## Taxonomia
Quando o naturalista alemão Johann Friedrich Gmelin descreveu pela primeira vez o rabiforcado-grande em 1789, pensou que fosse um pequeno pelicano, e assim o chamou de Pelecanus minor. Devido às regras de taxonomia, seu nome de espécie minor foi mantido apesar de ter sido colocado em um gênero separado pelo ornitólogo australiano Gregory Mathews em 1914. Isso levou à discrepância entre minor, latim para "menor" em contraste com seu nome comum. É uma das cinco espécies de rabiforcados intimamente relacionadas que compõem seu próprio gênero (Fregata) e família (fregatídeos). Seu parente mais próximo dentro do grupo é o rabiforcado-de-natal (F. andrewsi). Uma falange fóssil de asa do Pleistoceno Tardio e extremidade proximal do úmero indistinguível do rabiforcado-grande vivo foram recuperados de Ulupau Head em Oahu.

## Subespécies
São reconhecidas cinco subespécies:
- F. m. aldabrensis (Mathews, 1914[6] - Oceano Índico Ocidental (Aldabra, Comores, ilha Europa);
- F. m. minor (Gmelin, 1789)[5] -  Oceano Índico Central e Oriental ao Mar da China Meridional;
- F. m. nicolli (Mathews, 1914[6] - Atlântico Sul (Trindade e Martim Vaz);
- F. m. palmerstoni (Gmelin, 1789)[5] - Oceano Pacífico Ocidental e Central (ilhas Caroline, Marshall, Havaianas, Fénix, Espórades Equatoriais, incluindo Quiritimati (ilha de Natal), Marquesas, Tuamotu, Sociedade, Pitcairn e Sala y Gómez);
- F. m. ridgwayi (Mathews, 1914[6] - Oceano Pacífico Oriental (ilhas Revillagigedo, Coco e Galápagos).

## Descrição

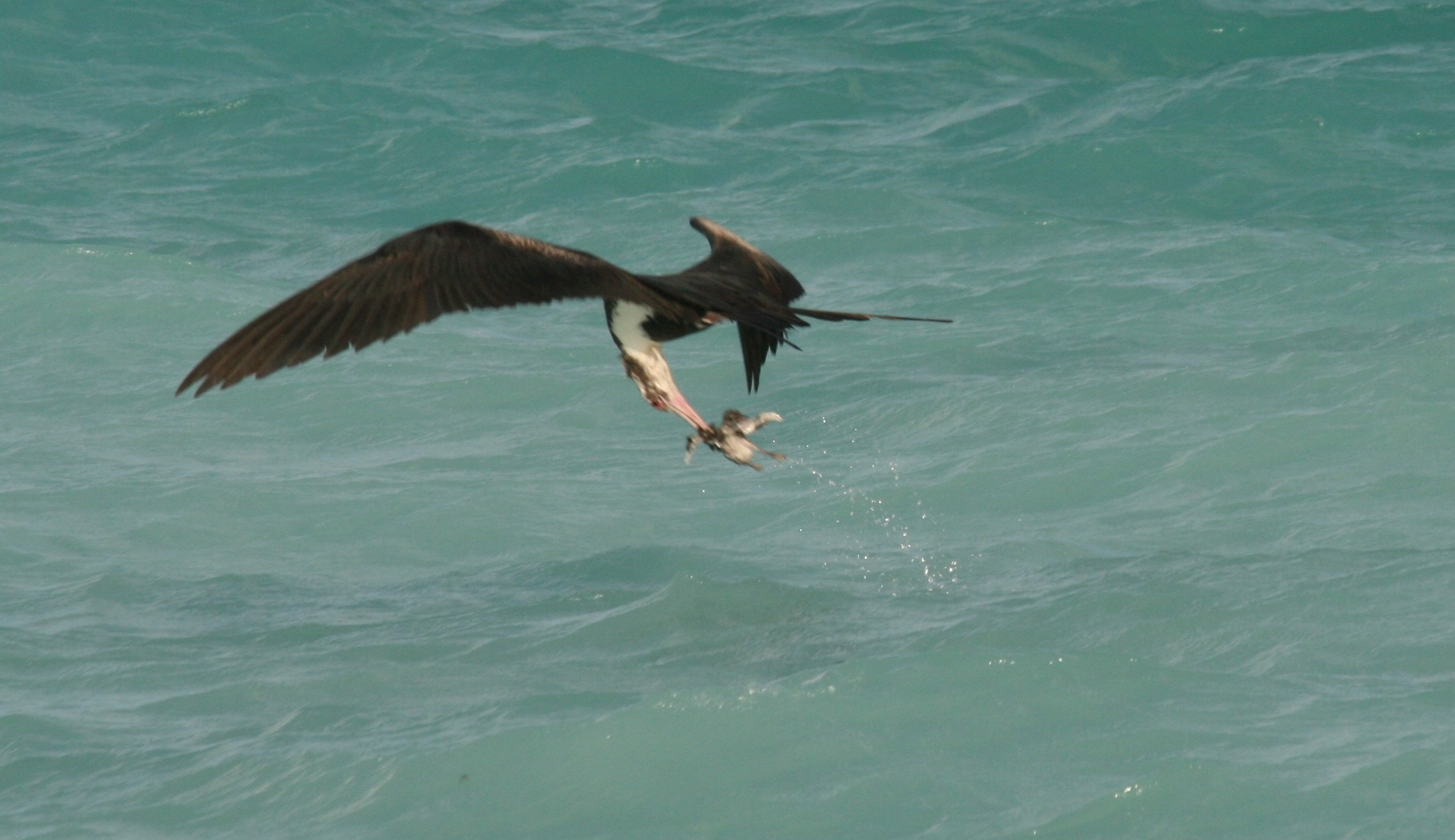
Rabiforcado-grande juvenil capturando no ar um filhote de gaivina-de-dorso-preto solto por outro pássaro

O rabiforcado-grande mede de 85 a 105 centímetros (33 a 41 polegadas) de comprimento e tem uma envergadura de 205–230 centímetros (81–91 polegadas). Rabiforcados-grandes machos são menores que as fêmeas, mas a extensão da variação mudando geograficamente. Os machos pesam 1 000–1 450 gramas (2,20–3,20 libras), enquanto as fêmeas mais pesadas pesam 1 215–1 590 gramas (2 679–3 505 libras).
Rabiforcados-grandes realizam migrações regulares em toda a sua extensão, tanto viagens regulares quanto dispersões generalizadas mais infrequentes. Aves marcadas com etiquetas na ilha Tern no French Frigate Shoals foram regularmente ao atol Johnston e um foi registrado em Cidade Quezon nas Filipinas. Um rabiforcado-grande macho mudou da ilha Europa no Canal de Moçambique às Maldivas a 4 400 quilômetros de distância por quatro meses, onde se alimentou em ricas áreas de pesca. Apesar de sua colônia extensa, as aves também exibem filopatria, reproduzindo-se em sua colônia natal, mesmo que viajem para outras colônias.

## Comportamento

### Alimentação
O rabiforcado-grande forrageia em águas pelágicas dentro de 80 quilômetros (50 milhas) da colônia de reprodução ou áreas de poleiro. Os peixes-voadores da família dos exocetídeos (Exocoetidae) são o item mais comum na dieta; outras espécies de peixes e lulas também podem ser comidas. A presa é capturada durante o voo, seja logo abaixo da superfície ou do ar, no caso de peixes voadores liberados da água. Rabiforcados-grandes fazem uso de cardumes de atum predador ou grupos de golfinhos que empurram cardumes de peixes à superfície.[14] Como todas os rabiforcados, não pousam na superfície da água e geralmente são incapazes de decolar se o fizerem acidentalmente. São frequentemente vistos forrageando em bandos grandes e mistos, especialmente com gaivinas-de-dorso-escuro (Onychoprion fuscatus) e pardelas-rabilongas (Ardenna pacifica).

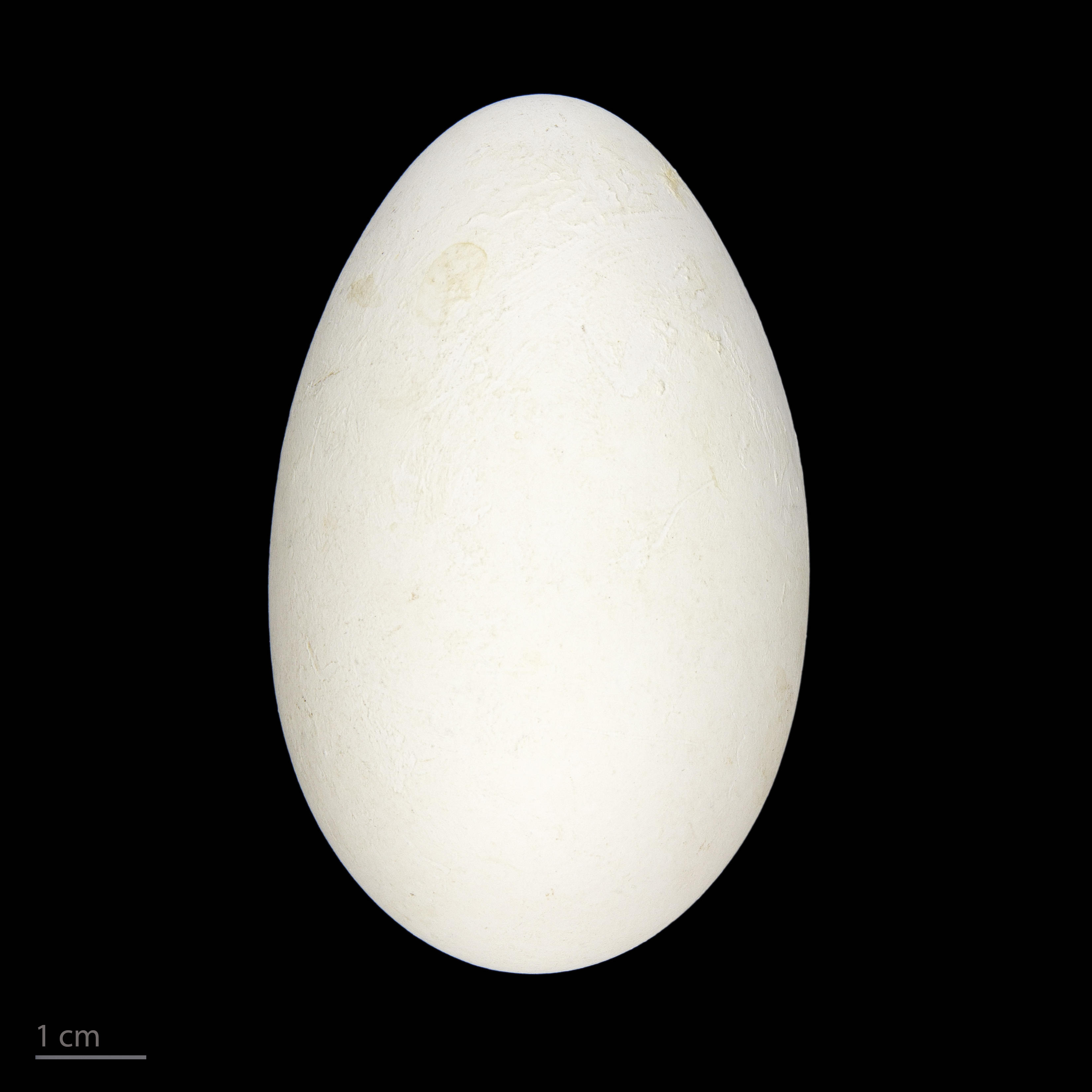
Ovo de rabiforcado-grande no Museu de História Natural de Tolosa (MHNT)

Rabiforcados-grandes também caçam filhotes de aves marinhas em suas colônias de reprodução, pegando principalmente os filhotes de gaivina-de-dorso-preto, trinta-réis-escuro (Anous stolidus), gaivina-de-dorso-cinzento (Onychoprion lunatus), trinta-réis-preto (Anous minutus) e até mesmo de outros rabiforcados-grandes.. Estudos mostram que apenas as fêmeas (adultas e juvenis) caçam desta forma, e apenas alguns indivíduos são responsáveis pela maioria das mortes. Rabiforcados-grandes também se alimentam de forma oportunista nas áreas costeiras de filhotes de tartarugas e restos de peixes de operações de pesca comercial. Ainda tentam cleptoparasitismo, perseguindo outras aves marinhas nidificantes (atobás, fetontídeos e grazinas em particular) para fazê-los regurgitar sua comida. Acredita-se que esse comportamento não desempenhe uma parte significativa da dieta da espécie, sendo, em vez disso, um complemento aos alimentos obtidos pela caça. Um estudo de rabiforcados-grandes roubando atobás-grandes (Sula dactylatra) estimou que os rabiforcados poderiam obter no máximo 40% da comida de que precisavam e, em média, obtiveram apenas 5%.

### Reprodução
Um único ovo branco como giz medindo 68 × 48 milímetros (2,7 x 1,9 polegadas) é colocado durante cada estação de reprodução. O cuidado parental é prolongado em rabiforcados-grandes. O desenvolvimento ocorre após quatro a seis meses, com o tempo dependendo das condições oceânicas e da disponibilidade de alimentos. Rabiforcados-grandes levam muitos anos para atingir a maturidade sexual e só se reproduzem depois de adquirirem a plumagem adulta completa. Isso é alcançado por aves fêmeas quando têm oito a nove anos de idade e para aves machos quando têm 10 a 11 anos de idade. A vida útil média é desconhecida, mas supõe-se que seja relativamente longa. Como parte de um estudo realizado em 2002 na ilha Tern, no Havaí, 35 rabiforcados-grandes anilhados foram recapturadas. Destes, 10 tinham 37 anos ou mais e um tinha pelo menos 44 anos.

## Conservação

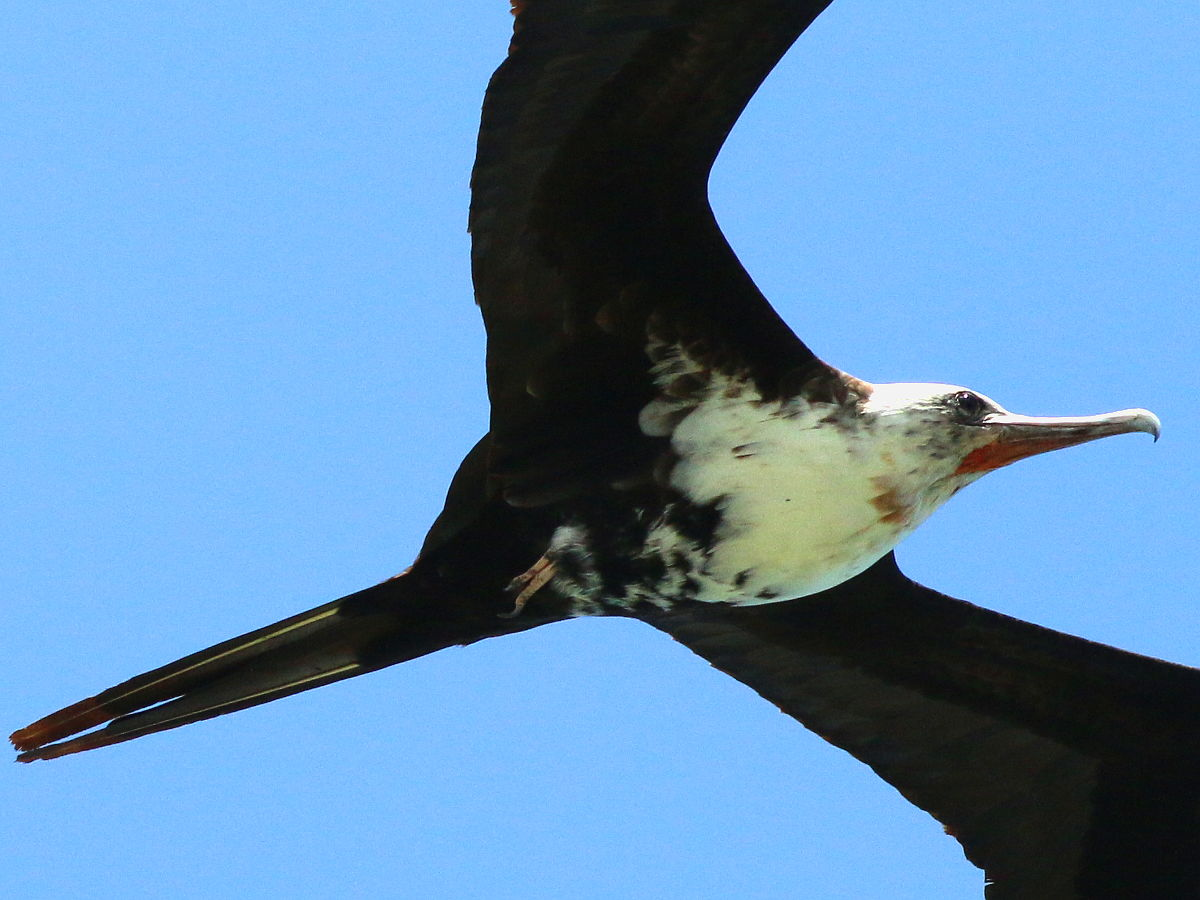
Macho juvenil avistado voando

No Atlântico Sul, rabiforcados-grandes da subespécie F. m. nicolli se reproduziram em Santa Helena e Trindade. A população de Santa Helena desapareceu nos tempos antigos e só é conhecida a partir de restos subfósseis, estimados em algumas centenas de anos. O arquipélago de Trindade faz parte de uma área militar brasileira e a população humana é composta apenas por alguns poucos militares da Marinha do Brasil, limitando o fácil acesso para ornitólogos. Outrora abundante, desapareceu como ave reprodutora da ilha principal da Trindade, mas um pequeno número permanece em outras partes deste arquipélago. A ilha principal já foi coberta por floresta, mas depois que esta foi destruída, o sobrepastoreio das cabras introduzidas impediu qualquer recuperação. Uma série de programas de erradicação na segunda metade do século XX eliminou todos os vertebrados introduzidos, exceto os camundongos domésticos. Os gatos selvagens que haviam esgotado seriamente as aves de nidificação no solo foram finalmente erradicados em 1998.
Por causa da grande população total geral e alcance estendido a espécie é classificada na Lista Vermelha da União Internacional para a Conservação da Natureza (UICN / IUCN) como sendo de menor preocupação. Em 2005, foi classificada como criticamente em perigo na Lista de Espécies da Fauna Ameaçadas do Espírito Santo, na sudeste do Brasil; Em 2014, como criticamente em perigo na Portaria MMA N.º 444 de 17 de dezembro de 2014; e em 2018, como criticamente em perigo no Livro Vermelho da Fauna Brasileira Ameaçada de Extinção do Instituto Chico Mendes de Conservação da Biodiversidade (ICMBio).

## Simbolismo cultural
O rabiforcado-grande era venerado pelos rapanui da ilha de Páscoa; gravuras do homem-pássaro Tangata manu o caracterizam com um bico e um saco na garganta. Sua incorporação às cerimônias locais sugerem que a hoje desaparecida espécie era existente ali entre os anos 1800 e 1860.

## Galeria

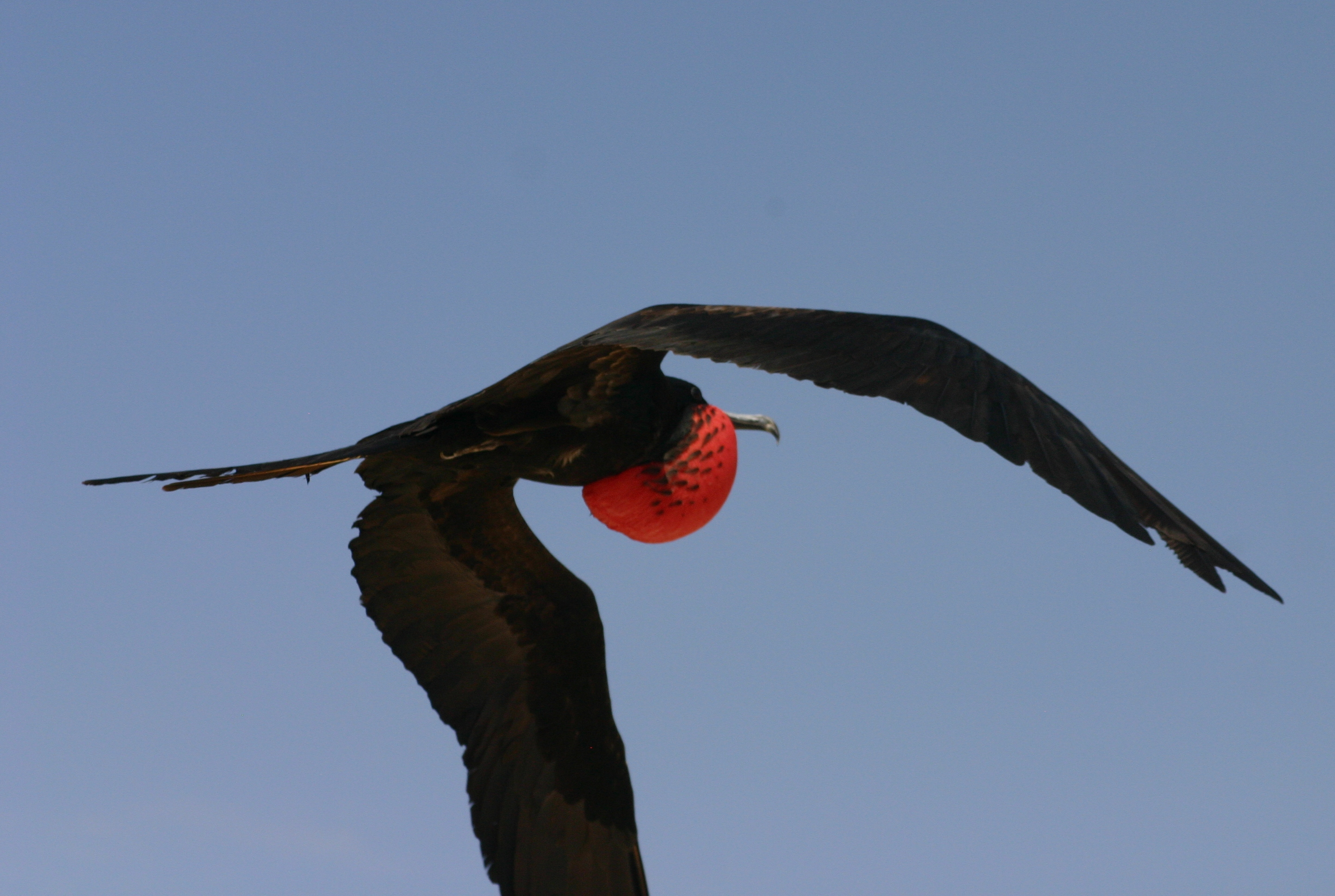
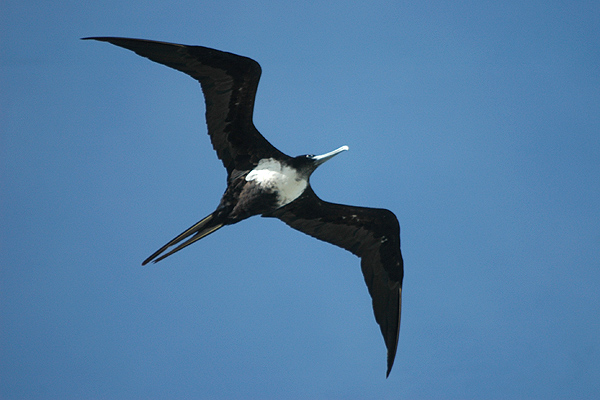
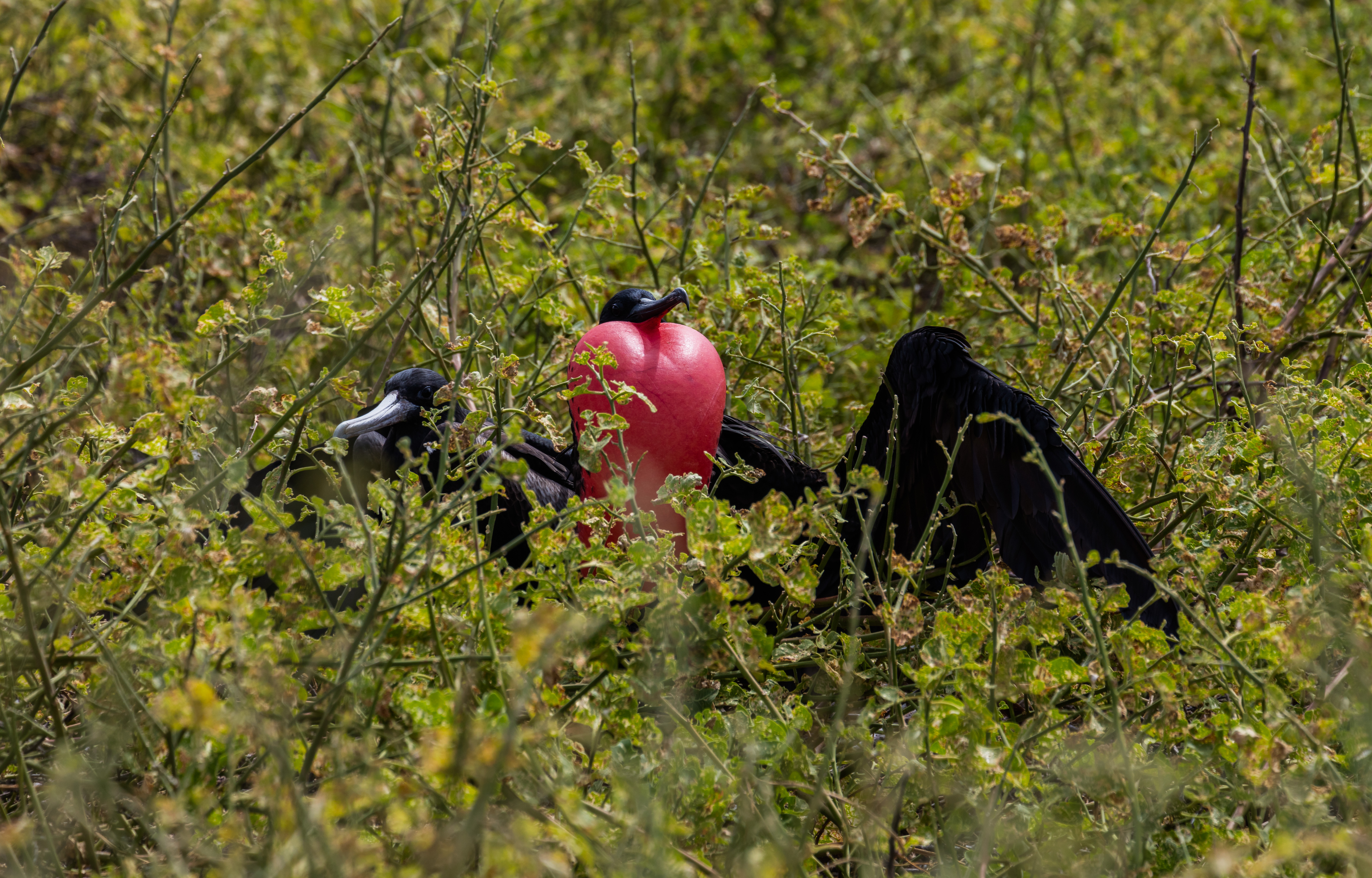
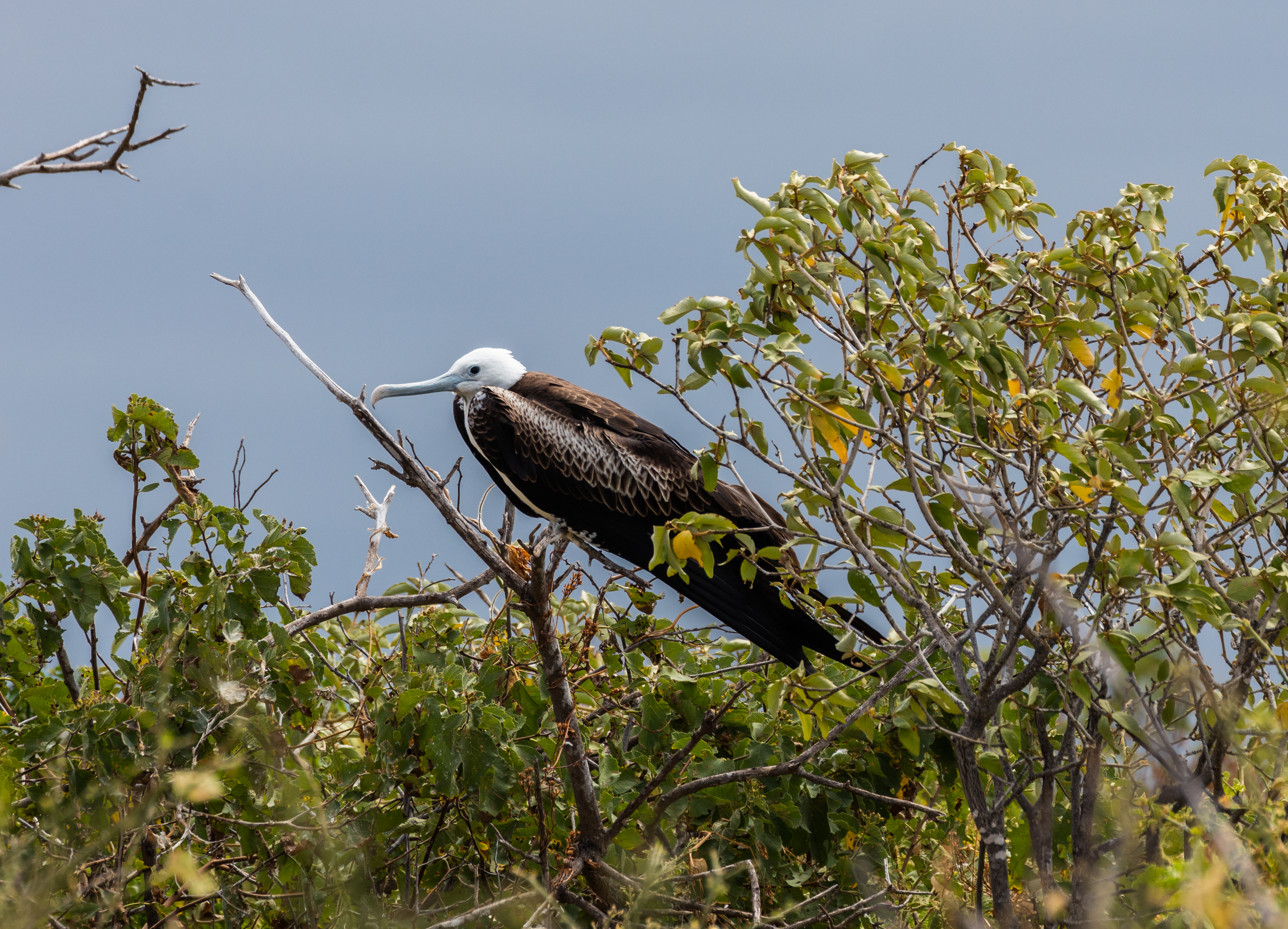